# Gerhard Schøning
Gerhard Schøning (født 2. maj 1722 på gården Skotås i Buksnæs Præstegæld på Lofoten, død 18. juli 1780) var en norsk historiker.
Gerhard var søn af handelsmand og tiendeforpagter Andreas Schøning og Martha født Ursin, en præstedatter. Efter foregående undervisning af et par præster kom han 1739 i Trondheims skole, hvis rektor den gang var den udmærkede skolemand Benjamin Dass. Gerhard var så heldig at blive denne mands yndling og gjorde under ham store fremskridt. I 1742 kom han til universitetet, tog 1744 teologisk eksamen og 1748 magistergraden, men havde dog allerede som student trods trange kår ved siden af klassisk filologi, hvori han drev det meget vidt, med forkærlighed dyrket historien. Det var Hans Gram, der gav ham de videnskabelige impulser, og han havde af denne fået løfte om at blive amanuensis ved det store Kongelige Bibliotek, hvoraf der dog ikke blev noget, da Gram døde 1748. I 1750 betrådte han forfatterbanen, og i 1751 udkom hans for den tid mærkelige arbejde Forsøg til de nordiske Landes, særdeles Norges, gamle Geografi, udgivet af Danske Selskab, i hvilket Schøning netop da optoges. Samme år blev han rektor i Trondheim, i det Dass, med hvem han til dennes død stod i den intimeste forbindelse, oplod ham dette embede imod en årlig afgift.
Som bekendt rejste Schøning op til Trondheim ledsaget af Peter Friderich Suhm, der forblev netop lige så længe der oppe som han, og disse 2 lærde kom til at leve sammen i disse sine kraftigste år under daglig omgang og gensidig påvirkning. De delte så at sige rigernes historie mellem sig og udgav fra Trondheim i forening sine Forbedringer til den gamle danske og norske Historie (1757). Da Johan Ernst Gunnerus 1758 var bleven biskop i Trondheim, indbød han de 2 historikere til med ham at grundlægge et norsk videnskabsselskab, og i dettes skrifter meddelte nu Schøning forskellige afhandlinger og udgav derhos 1762 sit klassiske skrift om Trondheims Domkirke, der vidner om et for den tid enestående kendskab til middelalderens diplomer. Hvad der dog gjorde mest opsigt og skaffede ham størst anseelse, skønt det nu for længst er glemt, var det lærde arbejde Om de gamle Grækeres og Romeres Kundskab om de nordiske Lande, der fremkom i det danske Videnskabsselskab, i hvilket han var indvalgt 1758.
Som rektor virkede Schøning med dygtighed og nidkærhed, men han trivedes dog ikke ved skolegerningen, der i begyndelsen også blev ham ubehagelig på grund af biskop Nannestads herskesyge indblanding i hans embede. Da nu Suhm besluttede at forlade Trondheim, modtog Schøning gerne, skønt han tabte derved i indkomster, en kaldelse til professor i veltalenheden (latin) og historie i Sorø og tiltrådte dette nye embede 1765. Han havde nu mere tid til sin rådighed, end rektoratet havde levnet ham, og brugte flittig sin pen. Han fortsatte den nys nævnte afhandling i Videnskabernes Selskabs skrifter med flere lignende, der vakte opsigt i Tyskland og bragte ham i en polemik med A.L. Schløsser. I 1769 kom hans værk Om de norskes og en Del andre nordiske Folks Oprindelse, der var at betragte som en indledning til det hovedværk, der havde stået som hans livs mål lige fra ungdommen, nemlig en stor Norgeshistorie, der skulde omfatte hans fødelands fortid lige fra hedenold (fordoms tider) til den nyere tid. Dette skrift er mærkeligt derved, at den teori om nordmændenes indvandring som et allerede for sig eksisterende folk ad en nordlig vej, der i det 19. århundrede fremsattes af Jakob Rudolf Keyser (1839) og forfægtedes af Munch  (men senere fuldstændig er opgiven), allerede her findes fuldt udviklet, skønt Keyser og Munch ganske ignorerede det, om de for øvrigt have været opmærksomme derpå. 2 år efter begyndte han også udgivelsen af dette sit hovedværk, hvis 1. bind udkom 1771.
I værkets interesse fandt han imidlertid en rejse i Norge, af hvilket han hidtil kun kendte få egne uden for Nordland og Trondheims by gennem selvsyn, at være højst ønskelig, og hans velyndere, især vistnok Suhm og Bolle Willum Luxdorph, formåede også at sætte igennem, at der gaves ham en rejseunderstøttelse, og han tilbragte nu fra 1773 en længere tid i Norge, især i sit gamle hjem Trondheims Stift:; derpå berejste han Gudbrandsdalen, Hedemarken og egnen ned til Christiania. Han udarbejdede naturligvis en nøjagtig beskrivelse over denne rejse, den første, der overhovedet har fundet sted i Norge i historisk og antikvarisk øjemed, men kun 2 hæfter blev trykt (1778-82), den større del henligger i håndskrift.
Årsagen til, at kun en mindre del af Norge blev besøgt, var den, at han i Christiania modtog den efterretning, at kongen 23. august 1775 havde udnævnt ham til gehejmearkivar efter den 8 dage i forvejen afdøde Langebek. Han fik befaling til straks at tiltræde embedet og kom altså til at forlade Norge. Helst havde han vistnok helt helliget sig til sit hovedværk, men nu pålagdes det ham at udgive Heimskringla, der hidtil kun forelå trykt i svenskeren Peringskølds udgave. Schøning, der længe havde studeret den islandsk-norske oldlitteratur og i sin tid tænkt at udgive Kongespejlet, tog fat på dette arbejde og fik de 2 første og en del af det 3. bind af den store folioudgave (1777 ff.) i stand på en for den tid antagelig, men for en senere naturligvis mindre tilfredsstillende måde. Med fortsættelsen af sin Norges historie nåede han des værre ikke længere frem end til 995, hvor 3. del, der først udkom efter hans død, standser. Schønings helbred havde næppe nogen sinde været egentlig stærk, i sine sidste år var han sygelig og døde allerede 18. juli 1780 (samme dag som Hielmstierne). Det antoges, at det hyppige ophold i arkivets kolde rum havde fremskyndet hans død. Han havde siden 1756 været gift med Frederikke født Hveding, datter af byskriver i Trondheim Jens Hveding; ægteskabet havde været barnløst; enken døde i Stavanger hos sin derværende bror 1788.
Caspar Paludan-Müller har med føje kaldt Schøning "en af de lærdeste Historikere, Norden har haft". Hans skrifter bærer vidnesbyrd om en ganske overordentlig belæsthed og litteraturkundskab. Hertil kom, at han ikke alene var ivrig for at samle stof, men også omhyggelig i behandlingen deraf. Han var en af sin tids ypperste danske prosaister. Men den opgave, han havde sat sig, var for stor, til at nogen, især på den tid, ville have kunnet magte den. Det blev derfor kun et storartet tilløb. Men det skal altid erindres, at Schøning er den første nordmand, som har givet sig i færd med den opgave at skrive en udtømmende, på videnskabelig forskning grundet fremstilling af sit fædrelands historie. – Schøning havde dels selv samlet, dels efter sin ven Dass arvet en udmærket historisk bogsamling, der heldigvis blev erhvervet for Videnskabsselskabet i Trondheim og er dets biblioteks egentlige stamme. Hans egne håndskrifter bevares i det store kongelige Bibliotek, hans i Norge erhvervede diplomer er afleverede fra gehejmearkivet til det norske rigsarkiv.